# Philippe de Broca
Philippe de Broca (n. 15 martie 1933, Paris, Île-de-France, Franța – d. 26 noiembrie 2004, Neuilly-sur-Seine, Île-de-France, Franța) a fost un regizor francez de film. 

## Biografie
Broca a început, meseria de cineast alături de Georges Lacombe și Henri Decoin care i-au fost primii dascăli. Cu regizori cunoscuți precum Claude Chabrol și François Truffaut, a învățat apoi ca asistent de regie. În primul film al lui Chabrol, Le Beau Serge (1958), Philippe de Broca a jucat un rol mic. 
A realizat filme cu vedete precum Jean-Pierre Cassel, Françoise Dorléac, Jean-Paul Belmondo, Yves Montand, Philippe Noiret și Catherine Deneuve. În cercurile de cineaști, de Broca a fost numit și „Comediant al noului val”. În anii 1960 a realizat numeroase comedii și filme de aventură. A devenit cunoscut prin Cartouche (1962) și Omul din Rio (1964), ambele cu Jean-Paul Belmondo în rolurile principale.

## Filmografie selectivă

### Asistent de regizor
- 1957: Tous peuvent me tuer, regia Henri Decoin
- 1957: Charmants Garçons  de Henri Decoin
- 1958: Frumosul Serge (Le Beau Serge), regia Claude Chabrol
- 1958: Cargaison blanche de Georges Lacombe
- 1959: Ramuntcho de Pierre Schoendoerffer
- 1959: À double tour de Claude Chabrol
- 1959: Cele 400 de lovituri (Les Quatre Cents Coups), regia François Truffaut
- 1959: Les Cousins regia Claude Chabrol

### Regizor
- 1960: Farsorul (Le Farceur)
- 1960: Jocurile dragostei (Les Jeux de l'amour)
- 1961: Amantul de cinci zile (L'Amant de cinq jours)
- 1962: Cartouche
- 1962: Les Sept Péchés capitaux - segmentul La Gourmandise
- 1963: Les Veinards - segmentul La vedette
- 1964: Omul din Rio (L'Homme de Rio)
- 1964: Domn de companie (Un monsieur de compagnie)
- 1965: Tribulațiile unui chinez în China (Les Tribulations d'un Chinois en Chine)
- 1966: Regele de cupă (Le Roi de cœur)
- 1967: Le Plus Vieux Métier du monde - segmentul La Révolution française
- 1968: Capcană pentru bani (Le Diable par la queue)
- 1970: Capriciile Mariei (Les Caprices de Marie)
- 1971: Fuga e sănătoasă (La Poudre d'escampette)
- 1972: Dragă Louise (Chère Louise)
- 1973: Magnificul (Le Magnifique)
- 1975: Incorigibilul (L'Incorrigible)
- 1977: Julie lipicioasa (Julie pot de colle)
- 1978: Dragul meu polițist (Tendre Poulet)
- 1979: Fustangiul (Le Cavaleur)
- 1980: În căutarea lui Jupiter (On a volé la cuisse de Jupiter)
- 1981: Psy
- 1983: Africanul (L'Africain)
- 1984: Louisiane
- 1986: Țiganca (La Gitane)
- 1988: Chouans !
- 1990: Șeherezada (Les 1001 nuits)
- 1991: Cheile paradisului (Les Clés du paradis)
- 1997: Cocoșatul (Le Bossu)
- 2000: Amazone
- 2004: Vipère au poing

## Premii
- 1960: Marele Premiu al Juriului (Berlinale) la Berlinala 1960 pentru filmul Jocurile dragostei